# Anna (monnaie indienne)
Pour les articles homonymes, voir Anna.
 (novembre 2023).
Si vous disposez d'ouvrages ou d'articles de référence ou si vous connaissez des sites web de qualité traitant du thème abordé ici, merci de compléter l'article en donnant les références utiles à sa vérifiabilité et en les liant à la section « Notes et références ».
Un anna (ou ana) était une unité de monnaie anciennement utilisée en Inde et au Pakistan, égale à 1⁄16 de roupie. Il était subdivisé en quatre paises ou douze païs (en) (il y avait donc 64 paises ou 192 païs dans une roupie). L'anna est très léger.
Le terme appartenait au système monétaire islamique. L'anna a été démonétisé en tant qu'unité monétaire lorsque l'Inde a décimalisé la roupie indienne en 1957, suivie du Pakistan en 1961. Il a été remplacé par la pièce de 5 paises, elle-même abandonnée en 1994 et démonétisée en 2011. Malgré cela, une pièce de 50 paises (ou paise) est encore parfois appelée familièrement 8 annas aujourd'hui, avec une pièce de 25 paises surnommée 4 annas[réf. nécessaire]
Il y avait une pièce de monnaie de un anna, ainsi que des pièces de monnaie de ¹⁄₂ anna en cuivre et deux pièces en argent[réf. nécessaire]. Le terme « anna » est fréquemment utilisé pour exprimer une fraction de 1⁄16[réf. souhaitée]. De plus, des timbres libellés en annas ont été utilisés pendant le Raj britannique.

## Notation
Le premier nombre correspond au nombre de roupies, le second au nombre d'annas (1/16), le troisième au nombre de pièces (1/64) et le quatrième au nombre de pies (1/192). Les exemples sont ci-dessous. 
- Rs 1/15/3/2 = Rs 1.9947
- Rs 1/8/3 = Rs 1.546
- Rs 1/4 = Rs 1,25

## Pièces de monnaie

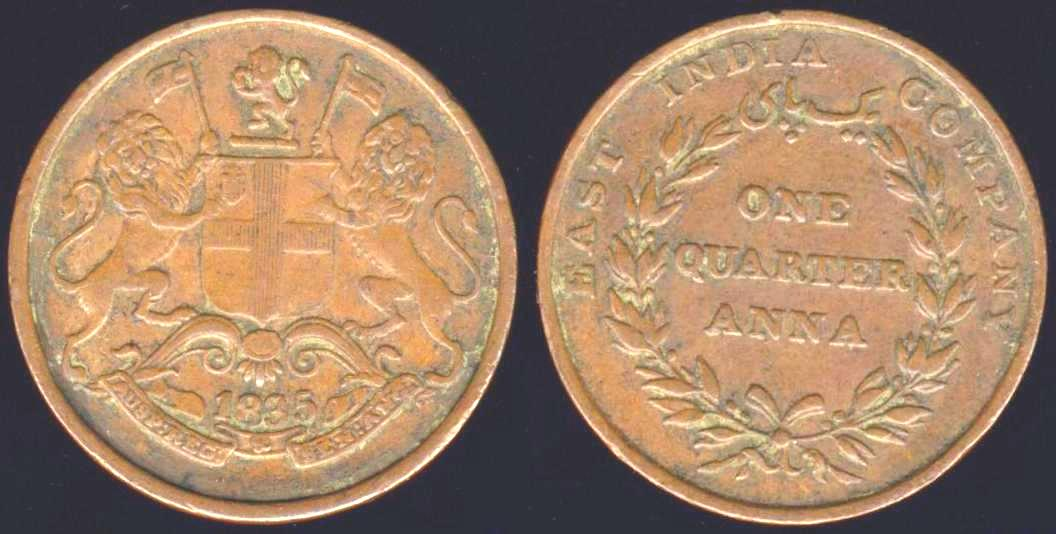
Un quart d'anna en cuivre, Compagnie britannique des Indes orientales, 1835
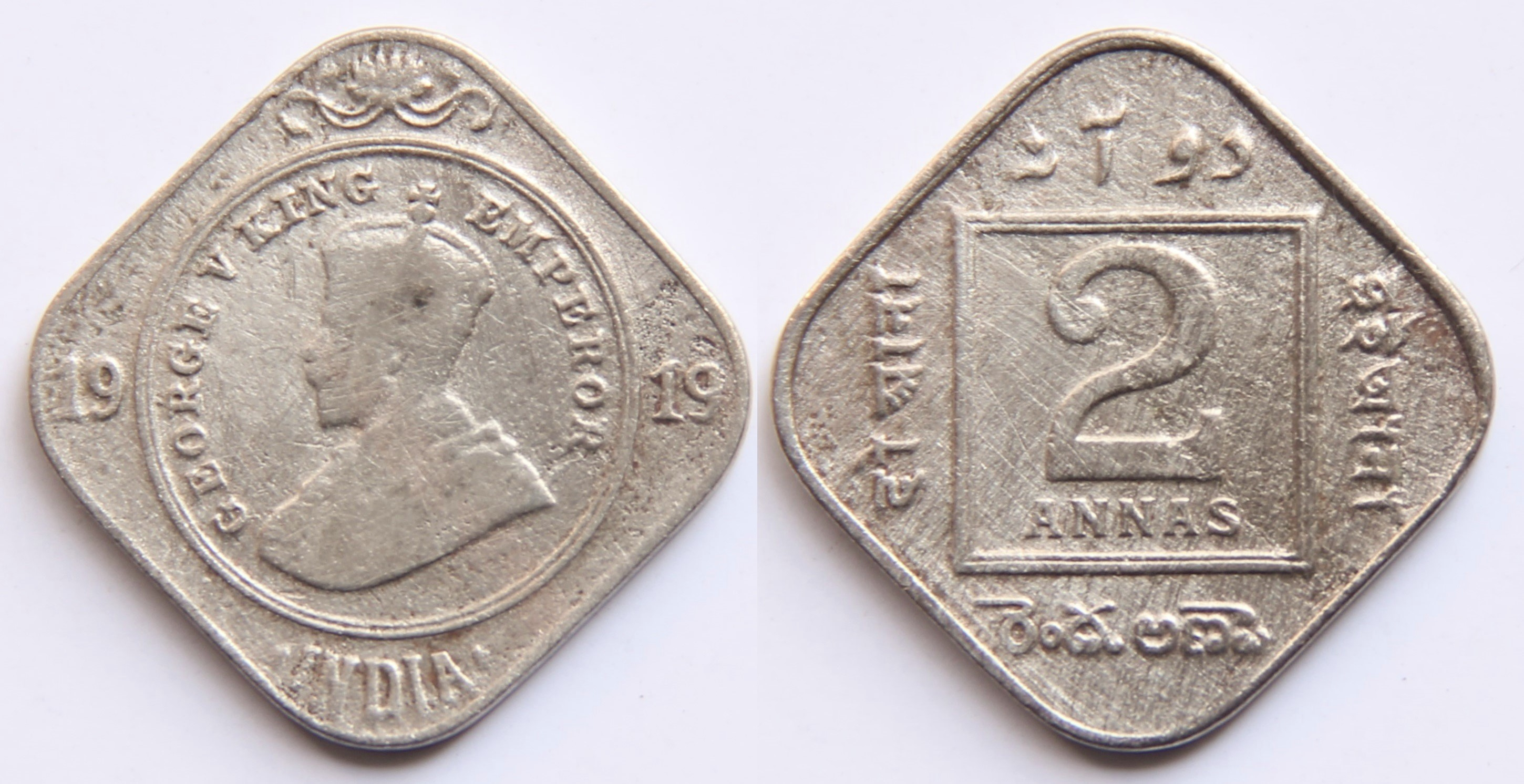
2 annas indienne, Raj britannique, 1919.
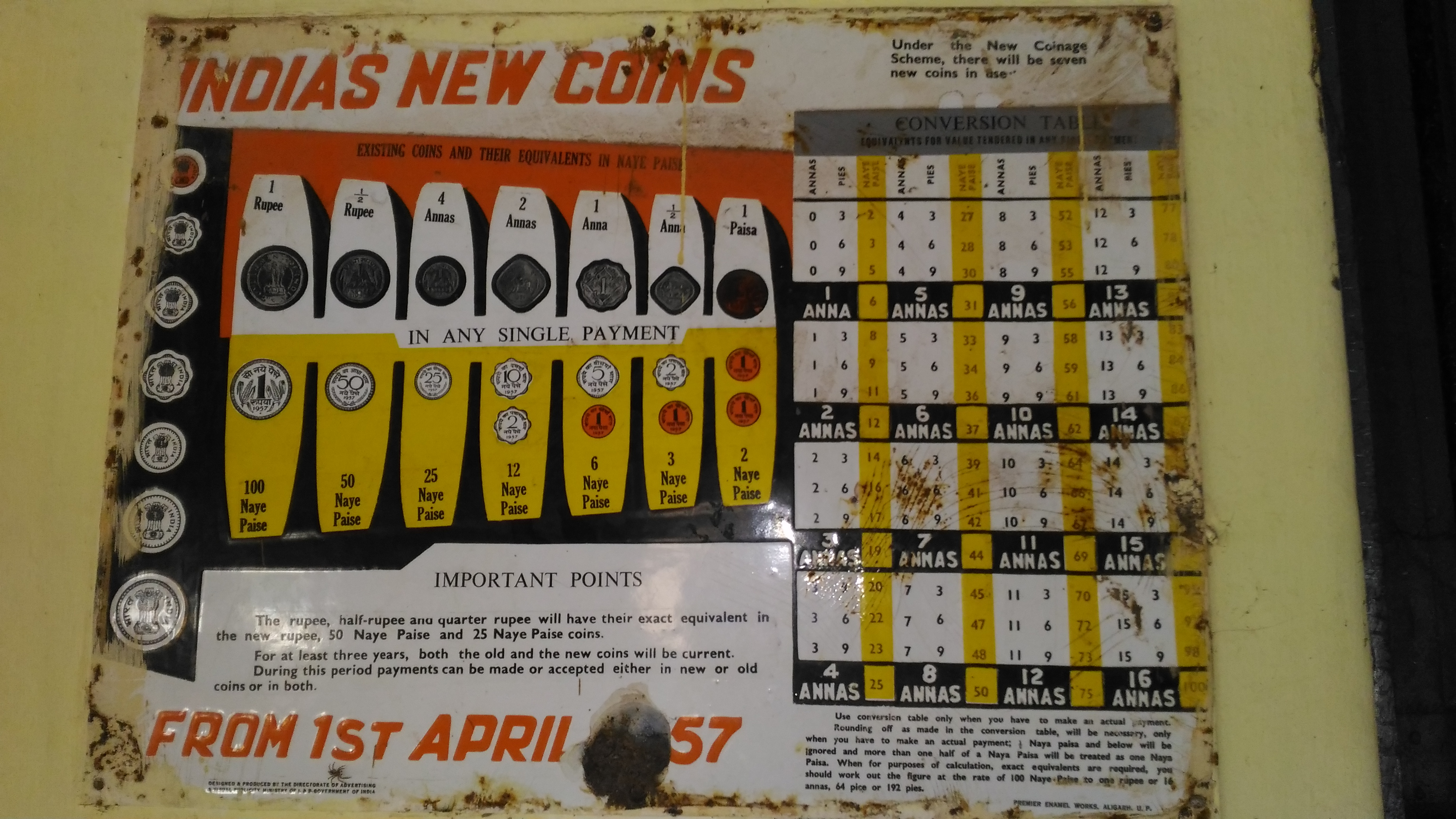
Table de conversion annas - paisa, vers 1957.